# Venus (chanson)
Pour les articles homonymes, voir Vénus.
Singles de Shocking Blue
Lucy Brown Is Back In Town
(1968) Mighty Joe
(1969)
Venus est une chanson du groupe de rock néerlandais Shocking Blue sortie en 1969. Elle connaît un succès international, se classant numéro un dans plusieurs pays, notamment aux États-Unis en 1970 où elle est certifiée disque d'or .
En 1986, le groupe Bananarama reprend la chanson. Cette reprise se classe elle aussi numéro un aux États-Unis et se retrouve en tête des ventes dans plusieurs pays.
La chanson a été utilisée dans de nombreux films, émissions de télévision et des publicités, et repris des dizaines de fois par des artistes du monde entier.

## Historique
La chanson est écrite et composée par Robbie van Leeuwen, guitariste, joueur de sitar et choriste du groupe, il l'a également coproduite avec Jerry Ross.
Musicalement, Venus est largement inspirée de la chanson The Banjo Song interprétée en 1963 par The Big 3 (trio formé de Tim Rose, Cass Elliot et Jim Hendricks). Celle-ci reprend les paroles de Oh! Susanna (chanson sortie en 1848) sur une musique originale de Tim Rose,.
Sortie en single tout d'abord aux Pays-Bas et en Belgique en juillet 1969, Venus sera incluse dans les rééditions de l'album At Home. Le single est vendu à plus d'un million d'exemplaires aux États-Unis, remportant un disque d'or. Dans le monde, le single est vendu à plus de 7,5 millions d'exemplaires. Il est également certifié or par la RIAA le 28 janvier 1970.
Un remix de la chanson est sorti en 1990, entrant dans les charts au Royaume-Uni et en Australie.
La version du groupe Bananarama, produite par le trio Stock Aitken Waterman, sort en mai 1986, elle est extraite de l'album True Confessions.

## Reprises
Outre Bananarama, Venus a été reprise par d'autres artistes, comme le groupe Lipstique, en 1977, sur l'album At The Discotheque, Peter and the Test Tube Babies sur leur album The $hit factory (1990), Don Pablo's Animals dont la version se classe 4e au Royaume-Uni et 40e en Allemagne en 1990,, la chanteuse néerlandaise Sandra van Nieuwland (en) culmine en tête des ventes aux Pays-Bas en 2012 avec son interprétation.
Adaptée en plusieurs langues, elle est chantée par Sacha Distel en français sous le titre Vénus en 1978.
| Classement (1969–1970)                  | Meilleure position |
| --------------------------------------- | ------------------ |
| Afrique du Sud (Springbok Radio)        | 1                  |
| Allemagne (Media Control AG)            | 2                  |
| Australie (Kent Music Report)           | 1                  |
| Australie (Go-Set National Top 40)      | 1                  |
| Autriche (Ö3 Austria Top 40)            | 2                  |
| Belgique (Flandre Ultratop 50 Singles)  | 1                  |
| Belgique (Wallonie Ultratop 50 Singles) | 1                  |
| Canada (RPM 100 Singles)                | 1                  |
| Canada (CHUM)                           | 1                  |
| Espagne (AFYVE)                         | 1                  |
| États-Unis (Billboard Hot 100)          | 1                  |
| États-Unis (Cash Box)                   | 1                  |
| États-Unis (Record World)               | 1                  |
| Finlande (Suomen virallinen lista)      | 3                  |
| France (SNEP)                           | 1                  |
| Irlande (IRMA)                          | 10                 |
| Italie (FIMI)                           | 1                  |
| Japon (Oricon)                          | 3                  |
| Norvège (VG-lista)                      | 2                  |
| Nouvelle-Zélande (RIANZ)                | 1                  |
| Pays-Bas (Nederlandse Top 40)           | 3                  |
| Pays-Bas (Single Top 100)               | 2                  |
| Royaume-Uni (UK Singles Chart)          | 8                  |
| Suède (Sverigetopplistan)               | 1                  |
| Suisse (Schweizer Hitparade)            | 1                  |

| Classement (1990)              | Meilleure position |
| ------------------------------ | ------------------ |
| Australie (ARIA)               | 49                 |
| Royaume-Uni (UK Singles Chart) | 78                 |

| Classement (1969)              | Position |
| ------------------------------ | -------- |
| Belgique (Flandre Ultratop 50) | 8        |
| Pays-Bas (Nederlandse Top 40)  | 14       |

| Classement (1970)                  | Position |
| ---------------------------------- | -------- |
| Afrique du Sud (Springbok Radio)   | 7        |
| Australie (Go-Set National Top 40) | 24       |
| Autriche (Ö3 Austria Top 40)       | 8        |
| Canada (Top 100 Singles)           | 17       |
| États-Unis (Billboard Hot 100)     | 33       |
| États-Unis (Cash Box)              | 6        |
| Italie (FIMI)                      | 3        |
| Pays-Bas (Nederlandse Top 40)      | 31       |

| Pays              | Certification | Date            | Ventes  |
| ----------------- | ------------- | --------------- | ------- |
| États-Unis (RIAA) | Or            | 28 janvier 1970 | 500 000 |

| Classement (1986)                               | Meilleure position |
| ----------------------------------------------- | ------------------ |
| Afrique du Sud (Springbok Radio)                | 1                  |
| Allemagne (GfK Entertainment)                   | 2                  |
| Australie (Kent Music Report)                   | 1                  |
| Autriche (Ö3 Austria Top 40)                    | 7                  |
| Belgique (Flandre Ultratop 50 Singles)          | 6                  |
| Belgique (Flandre VRT Top 30)                   | 7                  |
| Canada (RPM 100 Singles)                        | 4                  |
| États-Unis (Billboard Hot 100)                  | 1                  |
| États-Unis (Cash Box)                           | 3                  |
| États-Unis (Hot Dance Club Play)                | 1                  |
| États-Unis (Hot Dance Music/Maxi-Singles Sales) | 1                  |
| France (SNEP)                                   | 4                  |
| Irlande (IRMA)                                  | 12                 |
| Italie (FIMI)                                   | 3                  |
| Norvège (VG-lista)                              | 4                  |
| Nouvelle-Zélande (RMNZ)                         | 1                  |
| Pays-Bas (Nederlandse Top 40)                   | 4                  |
| Pays-Bas (Single Top 100)                       | 5                  |
| Pologne (Classements Singles)                   | 2                  |
| Royaume-Uni (UK Singles Chart)                  | 8                  |
| Suède (Sverigetopplistan)                       | 9                  |
| Suisse (Schweizer Hitparade)                    | 1                  |

| Classement (1986)                | Position |
| -------------------------------- | -------- |
| Afrique du Sud (Springbok Radio) | 20       |
| Australie (Kent Music Report)    | 4        |
| Belgique (Flandre Ultratop 50)   | 53       |
| Canada (Top 100 Singles)         | 43       |
| États-Unis (Billboard Hot 100)   | 38       |
| États-Unis (Cash Box)            | 43       |
| Italie (FIMI)                    | 23       |
| Pays-Bas (Nederlandse Top 40)    | 64       |
| Pays-Bas (Single Top 100)        | 63       |
| Suisse (Schweizer Hitparade)     | 5        |

| Pays          | Certification | Date            | Ventes  |
| ------------- | ------------- | --------------- | ------- |
| Canada (CRIA) | Platine       | 27 octobre 1986 | 10 000  |
| France (SNEP) | Argent        | 1986            | 421 000 |

## Utilisation dans d'autres œuvres
Sauf indication contraire ou complémentaire, les informations mentionnées dans cette section proviennent du générique de fin de l'œuvre audiovisuelle présentée ici.
- 2012 : Plan de table de Christelle Raynal (scène du mariage)
- 2021 : Finale du Concours Eurovision de la chanson 2021  (défilé des finalistes)

### À la télévision
- 2020 : Venus fait partie de la bande-son du 6e épisode de la série de Netflix, Le Jeu de la dame (The Queen's Gambit), l'héroïne dansant sur ce morceau passant à la télévision (anachronisme car la scène est censée se dérouler en 1967 alors que la chanson date de 1969).